# Arada (Ovar)
Arada é uma povoação portuguesa do Município de Ovar que foi sede da extinta Freguesia de Arada, freguesia que tinha 15,34 km² de área e 3.318 habitantes (2011).
A Freguesia de Arada foi extinta (agregada) em 2013, no âmbito de uma reforma administrativa nacional, tendo sido agregada às freguesias de Ovar, de São João de Ovar e São Vicente de Pereira Jusã para formar uma nova freguesia denominada União das Freguesias de Ovar, São João, Arada e São Vicente de Pereira Jusã com a sede em São João.

## Localização
A freguesia de Arada situava-se na Beira Litoral. Apresenta relevo plano, estendendo-se desde as águas do mar, a oeste, até aos limites das freguesias de Espargo e Travanca (Feira), a este. Pelo norte confronta com Maceda, nos lugares das Pedras de Cima e das Pedras de Baixo, cuja divisão natural é o rio Lourido. Seguindo uma linha reta, a freguesia passa pelo Aeródromo de Manobras nº 1 (AM1), indo de encontro às águas do mar, a uns 200 metros a sul da praia de São Pedro de Maceda.
Ainda a sul, ao passar por Alcapedrinha, o rio Cáster encarrega-se de a delimitar com Travanca e com uma parte do lugar do Sobral, da freguesia de São João de Ovar, depois, seguindo em linha reta, a divisória passa pelo lugar da Pardala (Ovar), seguindo o aceiro 4 até ao mar.

## História
O topónimo "Arada" deve ter origem em "Heredata" ou "Aram" cujo significado é "terra coberta de heras" que, desbravada, se terá transformado em terra "cultivada e a produzir bons frutos".
Documentos do princípio do século XIII fazem crer que Arada já existia como terra povoada, muito antes do seu povoamento oficial no reinado de Afonso II de Portugal.
As primeiras referências a esta freguesia encontram-se relacionadas com a presença da Ordem de Malta, como a doação da "Igreja de Samartinho de Erada", além de outras propriedades, a essa Ordem, por Dona Tareiga Rodrigues, em 1220. O que se atesta, nomeadamente, pela cruz da referida Ordem existente por cima da porta principal da Igreja e figurada no brasão da freguesia.
Em 1708 integrava o termo da Vila da Feira. A partir de 1853, a freguesia de Arada passou a integrar-se no Concelho (atual Município) de Ovar.
O seu Padroeiro é São Martinho, venerado na Igreja Matriz, que terá sido edificada na primeira metade do século XVIII.
Abrange uma área de 16,11 quilómetros quadrados, tendo cerca de 3500 habitantes residentes (dos quais cerca de 750 são menores), 1200 edifícios, e 2471 eleitores inscritos.

## População
| População da freguesia de Arada (1864 – 2011) | População da freguesia de Arada (1864 – 2011) | População da freguesia de Arada (1864 – 2011) | População da freguesia de Arada (1864 – 2011) | População da freguesia de Arada (1864 – 2011) | População da freguesia de Arada (1864 – 2011) | População da freguesia de Arada (1864 – 2011) | População da freguesia de Arada (1864 – 2011) | População da freguesia de Arada (1864 – 2011) | População da freguesia de Arada (1864 – 2011) | População da freguesia de Arada (1864 – 2011) | População da freguesia de Arada (1864 – 2011) | População da freguesia de Arada (1864 – 2011) | População da freguesia de Arada (1864 – 2011) | População da freguesia de Arada (1864 – 2011) |
| --------------------------------------------- | --------------------------------------------- | --------------------------------------------- | --------------------------------------------- | --------------------------------------------- | --------------------------------------------- | --------------------------------------------- | --------------------------------------------- | --------------------------------------------- | --------------------------------------------- | --------------------------------------------- | --------------------------------------------- | --------------------------------------------- | --------------------------------------------- | --------------------------------------------- |
| 1864                                          | 1878                                          | 1890                                          | 1900                                          | 1911                                          | 1920                                          | 1930                                          | 1940                                          | 1950                                          | 1960                                          | 1970                                          | 1981                                          | 1991                                          | 2001                                          | 2011                                          |
| 1.525                                         | 1.701                                         | 1.924                                         | 1.799                                         | 2.055                                         | 2.170                                         | 2.231                                         | 2.277                                         | 2.356                                         | 2.572                                         | 2.748                                         | 2.951                                         | 3.319                                         | 3.430                                         | 3.318                                         |

## Economia
Na área da economia, Arada apresentava-se com um acento marcadamente agrícola. Hoje, a agricultura é essencialmente de subsistência, existindo, no entanto, alguns agricultores de milho, batata, feijão, hortaliças.
As primeiras expressões industriais surgidas em Arada concretizaram-se na pirotecnia e na tanoaria. Mais tarde, a serração de madeiras, fábricas de papel, fabrico de blocos de cimento, manilhas e materiais de construção, oficinas mecânicas, serralharias, oficinas de reparação e venda de motociclos e velocípedes, confecções têxteis, fábricas de calçado, carpintarias, fabrico de mobiliário metálico, padarias, restaurantes e várias unidades de café, minimercados e toda uma variedade de comércio desde vestuário a alimentação.
A grande unidade industrial da última década sediada nesta freguesia é a Toyota, pertencente ao Industrial Salvador Caetano, que inicialmente se destinava à montagem de automóveis ligeiros. Hoje produz vários outros veículos de transporte e de mercadorias, e emprega centenas de operários. Da mesma unidade fabril faz parte o Centro de Formação Salvador Caetano.
De referir também o mercado local, com várias lojas de comércio, padaria, talho, gabinete de contabilidade, café e mais recentemente o Posto de Correios, transferido das Instalações da Junta de Freguesia onde estava sediado desde 1990, agora a funcionar na papelaria local.
Para além das lojas, existe o mercado que se realiza aos domingos de manhã, onde os agricultores locais aproveitam para vender produtos agrícolas e outros.
• Grupo Folclórico "Os Fogueteiros de Arada";
• Etapas e Passos - Associação Cultural, Recreativa e Social;
• Escola de Música e Dança - Notas de Arte;
• Grupo Hip-Hop Sem Parar.

## Património edificado
- Igreja Paroquial de São Martinho do Bispo
- Capela de Nossa Senhora do Desterro (Arada)
- Capela do Senhor do Calvário
- Cruzeiro
- Fonte de Estanislau